# Polygala umbonata
Polygala umbonata är en jungfrulinsväxtart som beskrevs av William Grant Craib. Polygala umbonata ingår i släktet jungfrulinssläktet, och familjen jungfrulinsväxter. Inga underarter finns listade i Catalogue of Life.